# パットニー駅
パットニー駅（英語: Putney station）は、サウス・ロンドンのウォンズワース区パットニーにある鉄道駅である。旧国鉄（ナショナル・レール）の鉄道駅で、列車はサウスウェスト・トレインズが運行している。当駅には経由する全ての列車が停車する。
トラベルカード・ゾーン2とゾーン3の境界にあり、両方のゾーンに含まれる。

## 駅構造
4組の線路が掘割状の地形を東西に走行しており、駅舎は線路・プラットホームの上層に、南北方向に線路をまたいで交差する道路に面して設置されている橋上駅舎。4本の線路に3面のホームがある（中央2線が島式1面、両側2線がそれぞれ対向式1面ずつに発着）。

## 運行列車
日中時間帯の列車発車パターン（本数は1時間あたりの列車数）
- 10本 ロンドン（ウォータールー駅）行き
- 2本  ウェイブリッジ駅行き
- 2本  ウィンザー・アンド・イートン・リバーサイド駅行き
- 2本  リッチモンド駅、キングストン駅経由ウィンブルドン駅方面
- 4本  ハウンズロウ（ハンスロー）・ループ線（各方面2本ずつ）

ウィンブルドン駅方面の列車とハウンズロウ・ループ線の列車はウォータールー駅まで環状に運転される。

## 隣の駅
ナショナル・レール
■サウス・ウェスト・トレインズ
ハウンズロー・ループ線、キングストン・ループ線
ウォンズワース・タウン駅 - パットニー駅 - バーネス駅
ステインズ - ウィンザー線
クラパムジャンクション駅 - パットニー駅 - リッチモンド駅